# شرکت پنسپت
شرکت پنسپت (انگلیسی: Pencept) یکی از شرکت‌های پیشتاز در زمینه توسعه و بازاریابی فناوری‌های رایانش با قلم بود.

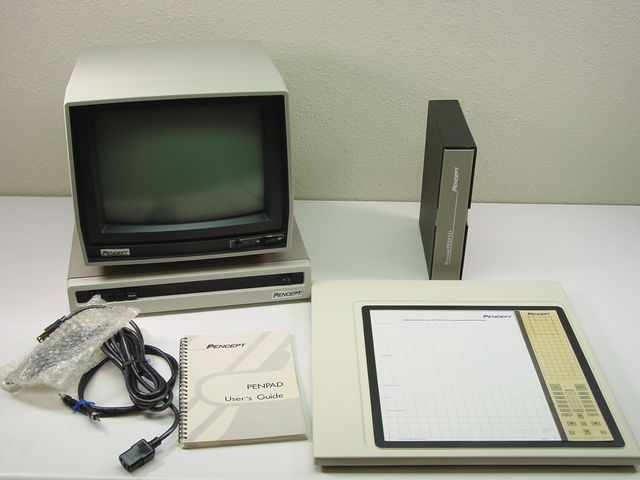
پن‌پد پنسپت 200 مربوط به حوالی سال 1983